# Ælle
Ælle (także Aelle lub Ella) – pierwszy król Sussex.
Jest wymieniany we wczesnych źródłach pisanych jako pierwszy król Susseksu, panujący od 477 do przypuszczalnie 514 roku. Wiadomości o nim są tak skąpe, że nie można z całą pewnością stwierdzić czy rzeczywiście istniał. Ælle wraz ze swymi trzema synami przypłynęli z kontynentu i walczyli z Brytami. Zwycięstwo w 491 zakończyło się rzezią przeciwników. Chociaż nie można zweryfikować szczegółów tych przekazów, jednak nazwy miejscowe występujące w Susseksie jasno świadczą o tym, że był to teren szerokiego i wczesnego osadnictwa saksońskiego.
Kronikarz Beda pisał, że Aelle był pierwszym bretwaldem (władcą, który był zwierzchnikiem innych królestw anglosaskich).